# ブツ
ブツ（「物」の音読み）は何らかの物品を代名詞的にあらわす俗語表現。大抵は「反社会的な物品」や「所有しているだけで違法行為になる物品」を指すが、その延長で何らかのネガティブな社会的反応を引き起こす物品を指しても同語が用いられる。
なお本項では、主に原義の指す物品を列挙する。

## 概要
同語は俗語の常としてその出典が明らかではないことが多い。
盗品
窃盗など、不正な手段で得た品物のこと。刑事ドラマなどでしばしば使われる。刑事ドラマ内では刑事が容疑者を詰問して盗品の隠し場所を供述した場合に「おやっさん、奴がブツの隠し場所を吐きましたっ」と若い刑事がベテラン刑事に報告する様式美的なシーンが見られる。
違法な物品
例えば麻薬・覚醒剤の類をこのように呼ぶ。これは売買の際にそのような物品を所持しているだけでも逮捕に相当する犯罪行為であるため、これの所持を秘匿するために代替語として用いているケースである。概ね麻薬密売では相互が同じ目的でその場に居るため符丁として「ブツ」といえば麻薬のことを指すが、不特定多数に対してブツといっても通じない。同様の歪曲表現には「白い粉」もある。
否定的な感情を引き起こさせる物品
例えば糞である。糞は普遍的に（特殊な性癖でも無い限りは）忌避される物品であるが、それをそのまま直接的に示す語を使うのすら忌避される場合がある。そのため歪曲表現として用いられる。「今日、出掛けに犬のブツ踏んじまってよ～」「うわ、きたね～」と言った場合は、犬の糞を踏んでしまったと言う意味である。

## その他

### 写真
写真の撮影において、静物を対象とする撮影を業界用語の一種として、ブツ撮りという。

### 鉄道
鉄道ファン用語の範疇で、主に近畿日本鉄道や東武鉄道の通勤車で2両編成の電車が、連なって走る場合（前者は、基本的に代走や、阪神尼崎で切り離された、快速急行の増結車を組み換えたブツ6、土休日は所定でブツ8が走行する）、「ブツn（nは2・4・6・8・10のいずれか）」と呼ばれる場合がある。これは重連運転の一種で、編成中全車両に運転台があるため客室がぶつ切り（→調理のぶつ切り（ぶつぎり））状になることに由来する模様だが、俗語の常として来源は不明瞭である。

## .脚注
1. ↑  警視庁刑事部 編『警察隠語類集』警察図書出版、1957年、115頁。NDLJP:2981352/1/62。